# 不可思議解脫經
《不可思議解脫經》，大乘佛教經典。有數種不同說法：
- 為《維摩詰經》的別名
- 為華嚴經·不可思議解脫入法界品的別名
  - 原為單行經典，稱《不可思議解脫境界經》，又稱《不可思議經》、不可思議解脫經等，後編入華嚴經入法界品。

## 簡介
龍樹在《大智度論》中數次提到《不可思議解脫經》或《不可思議經》，其內容相當於今大本《華嚴經》中的入法界品。